# Liste der Naturdenkmale in Lingenfeld
Die Liste der Naturdenkmale in Lingenfeld nennt die im Gemeindegebiet von Lingenfeld ausgewiesenen Naturdenkmale (Stand 17. April 2013).

## Naturdenkmale
| Nr.         | Bezeichnung | Lage                      | Beschreibung                      | Bild                                    |
| ----------- | ----------- | ------------------------- | --------------------------------- | --------------------------------------- |
| ND-7334-208 | Birnbaum    | Germersheimer Straße Lage | Pyrus communis, um 1750 gepflanzt | Direkt Bild zu diesem Denkmal hochladen |